# الجدول البالستي

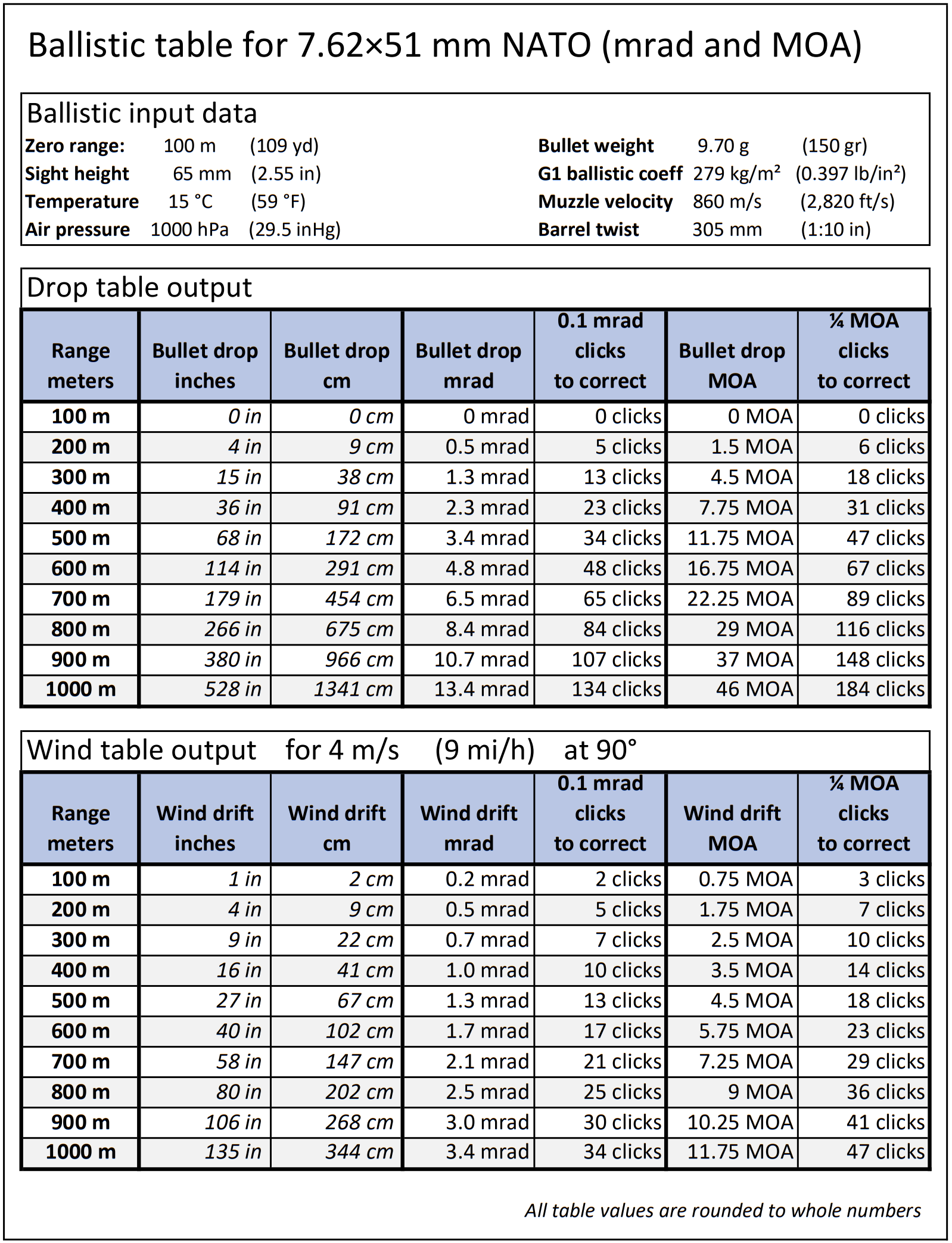
مثال على جدول بالستي لذخيرة الناتو 7.62 × 51 ملم. يظهر سقوط الرصاصة وانجراف الرياح.

الجدول البالستي أو جدول الرماية، المعروف أيضًا باسم مخطط بيانات الاشتباكات السابقة (DOPE) ، هو مخطط بيانات مرجعي يستخدم في إطلاق النار بعيد المدى للتنبؤ بمسار المقذوف والتعويض عن التأثيرات الفيزيائية للجاذبية وانجراف الرياح ، أجل زيادة احتمالية وصول المقذوف بنجاح إلى الهدف المقصود. تُستخدم الجداول الباليستية بشكل شائع في الرماية على الأهداف والصيد والرماية العسكرية وتطبيقات العلوم الباليستية .
يتم عادةً تقديم بيانات المخطط الباليستي في قياسات زاوية بوحدات إما بالمليراديان (مل/مراد) أو دقائق القوس (MOA)،  مرتبة في تنسيق جدول مع الصفوف التي تمثل مسافات مرجعية مختلفة والأعمدة المقابلة لفئات المعلومات (على سبيل المثال، الانحرافات الزاوية، ومسافة الهبوط /الانجراف الفعلية، وعدد النقرات ، وما إلى ذلك) التي يهتم بها مطلق النار. بعد تحديد نطاق الهدف المقصود، يستطيع مطلق النار بعد ذلك قراءة بيانات المخطط لتقدير التصحيح الباليستي المطلوب (بالنسبة إلى النطاق الصفري  ) ومعايرة الهدف وفقًا لذلك عن طريق إدارة مقابض الضبط على المنظار و/أو استخدام المرجع علامات على شبكاني النطاق.
عادةً ما يتم إنشاء الجداول الباليستية باستخدام برامج كمبيوتر مصممة خصيصًا مبنية على وظائف رياضية تُعرف باسم البرامج الباليستية ، ويسمى الجهاز الإلكتروني الذي يقوم بتشغيل البرامج الباليستية بالحاسبة الباليستية أو الكمبيوتر الباليستي . قد يختلف أحيانًا عدد المدخلات إلى الآلة الحاسبة الباليستية اعتمادًا على المولد المحدد، أو قد يختار المستخدم إدخال متغيرات معينة فقط. على سبيل المثال، يمكن إنشاء جدول إسقاط بسيط للغاية باستخدام مدخلات لقيمة ضبط البصر (بالمل أو MOA)، ونطاق الصفر، ونطاقات الهدف المقصودة، وسرعة الكمامة ، والعيار ، والمعامل الباليستي ووزن الرصاصة.  بعض التأثيرات البيئية التي تلعب دورًا في حساب المسار هي الجاذبية ودوران القذيفة والرياح ودرجة الحرارة وضغط الهواء والرطوبة. يمكن أن تأخذ الجداول الأكثر تقدمًا المزيد من العوامل في الاعتبار لضمان توقع أكثر دقة للمسار، والذي يتأثر بشكل متزايد بالجاذبية وانجراف الرياح على مسافات أطول بسبب طيران الرصاصة لفترة أطول. قد يكون لبعض هذه المتغيرات تأثير ضئيل على النطاقات الأقصر.